# Championnat de Belgique de football 1907-1908
Navigation
Saison précédente Saison suivante
Le championnat de Belgique de football 1907-1908 est la treizième saison du championnat de première division belge. Son nom officiel est « Division d'Honneur ». 
Après quatre saisons dominées par l'Union Saint-Gilloise, le titre repart au Racing CB, qui ne perd qu'un point sur l'ensemble de la saison. Avec ce sixième titre, les « Racingmen » mettent fin à l'hégémonie unioniste et améliore son record de titres remportés. Ce sixième titre est leur dernier.
Le Beerschot AC, promu en début de saison, est le premier « club ascenseur » à remonter en Division d'Honneur un an après en avoir été relégué. Il termine au pied du podium. Dans le bas du classement, la dernière place échoit au CS Brugeois. Cela n'a pas de conséquence pour le club car la Fédération décide qu'aucune équipe n'est reléguée en fin de saison pour permettre l'élargissement du championnat à douze clubs à partir de la saison prochaine.

## Clubs participants
Dix clubs prennent part à la compétition, soit autant que lors de l'édition précédente. Ceux dont le matricule est mis en gras existent toujours aujourd'hui.
| #  | Nom                        | Mat. | Ville     | Terrain                                      | En D1 depuis (série) | Total en D1 | Saison précédente |
| -- | -------------------------- | ---- | --------- | -------------------------------------------- | -------------------- | ----------- | ----------------- |
| 1  | Antwerp Football Club      | 1    | Anvers    | Broodstraat                                  | 1901-1902 (7e)       | 12e         | 5e                |
| 2  | Beerschot Athletic Club    | 13   | Anvers    | Kiel                                         | 1907-1908 (1re)      | 7e          | Division 1        |
| 3  | Cercle Sportif Brugeois    | 12   | Bruges    | près de la Smedenpoort                       | 1899-1900 (9e)       | 9e          | 6e                |
| 4  | Football Club Brugeois     | 3    | Bruges    | Het Ratteplein                               | 1898-1899 (10e)      | 11e         | 3e                |
| 5  | Daring Club de Bruxelles   | 2    | Molenbeek | chaussée de Jette, 501                       | 1903-1904 (5e)       | 5e          | 4e                |
| 6  | Léopold Club de Bruxelles  | 5    | Uccle     | Parc Brugmann                                | 1895-1896 (13e)      | 13e         | 7e                |
| 7  | Racing Club de Bruxelles   | 6    | Uccle     | Vivier d'Oie                                 | 1895-1896 (13e)      | 13e         | 2e                |
| 8  | Sporting Club Courtraisien | 19   | Courtrai  | ?                                            | 1906-1907 (2e)       | 2e          | 8e                |
| 9  | Football Club Liégeois     | 4    | Cointe    | Plaine du Champ d'Oiseaux                    | 1895-1896 (13e)      | 13e         | 9e                |
| 10 | Union Saint-Gilloise       | 10   | Uccle     | Rue du Kersberg (actuelle Rue A. Asselbergs) | 1901-1902 (7e)       | 7e          | 1er               |

### Localisations
| Antwerp Beerschot SC Courtraisien Bruxelles FC Brugeois CS Brugeois FC Liégeois |

#### Localisation des clubs bruxellois
les 4 cercles bruxellois sont :
(10) Racing CB
(23) Léopold CB
Union SG
Daring CB

## Déroulement de la saison
L'Union Saint-Gilloise, championne en titre, prend la tête en début de championnat avec quatre victoires en quatre matches. Il devance l'autre grand club bruxellois du début du XXe siècle, le Racing CB, qui a perdu un point à la suite d'un partage au FC Brugeois le 27 octobre 1907. Ce sera le seul point perdu par les Racingmen, qui repassent en tête une semaine plus tard grâce à une victoire au Beerschot conjuguée à une défaite de l'Union sur le terrain du Daring CB.
Les joueurs du Racing enchaînent ensuite les victoires jusqu'à la fin de la compétition. Ils sont sacrés champions de Belgique après une victoire face au SC Courtraisien le 16 février 1908. Ils totalisent à cet instant sept points de plus que l'Union, qui n'a plus que trois matches à jouer et ne peut donc plus les rattraper. Les Unionistes terminent à la deuxième place devant le FC Brugeois, un habitué du podium depuis quelques saisons.
En bas de classement, quatre équipes sont rapidement lâchées et terminent la saison en roue libre, assurées de ne pas quitter la Division d'Honneur. C'est finalement le CS Brugeois qui termine avec la lanterne rouge, sans conséquence donc, aucune relégation n'ayant lieu pour permettre l'élargissement du championnat à douze clubs à partir de la saison prochaine.

## Résultats

### Résultats des rencontres
Avec dix clubs engagés, 90 matches sont au programme de la saison. Deux rencontres en fin de saison ne sont pas disputées et l'équipe perdante est sanctionnée d'une défaite par forfait. Cela profite au Racing CB, déjà assuré d'être champion, qui remporte ces deux victoires sur tapis vert.
| Résultats (▼dom., ►ext.)                                   | ANT  | BEE | CSB | FCB | COU | DAR | LEO  | RAC  | USG | FCL |
| Antwerp FC                                                 |      | 2-4 | 0-3 | 1-1 | 3-3 | 3-2 | 2-1  | 1-6  | 1-3 | 5-0 |
| Beerschot AC                                               | 0-3  |     | 1-0 | 1-4 | 9-0 | 3-2 | 3-1  | 0-3  | 0-7 | 0-1 |
| CS Brugeois                                                | 0-1  | 2-4 |     | 1-2 | 5-3 | 1-7 | 5-5  | 0-2  | 0-7 | 1-1 |
| FC Brugeois                                                | 2-1  | 8-1 | 4-0 |     | 5-0 | 2-1 | 10-1 | 0-0  | 2-4 | 5-2 |
| SC Courtraisien                                            | 0-2  | 2-3 | 3-1 | 1-6 |     | 1-4 | 1-1  | 3-6  | 1-5 | 4-0 |
| Daring CB                                                  | 4-0  | 1-3 | 4-0 | 2-3 | 6-0 |     | 6-1  | 0-2  | 2-0 | 7-1 |
| Léopold CB                                                 | 1-2  | 2-6 | 3-1 | 0-3 | 2-2 | 1-7 |      | 1-3  | 1-3 | 1-1 |
| Racing CB                                                  | 10-0 | 3-2 | 4-0 | 5-0 | 3-1 | 5-1 | 5-0F |      | 3-1 | 4-1 |
| Union St-Gilloise                                          | 3-1  | 3-0 | 2-0 | 5-1 | 5-0 | 4-0 | 8-0  | 0-5F |     | 6-0 |
| FC Liégeois                                                | 2-3  | 1-1 | 4-2 | 1-2 | 3-4 | 4-2 | 2-3  | 1-4  | 0-3 |     |
| - Victoire à domicile - Match nul - Victoire à l'extérieur |      |     |     |     |     |     |      |      |     |     |

- 5-0F = Forfait, score de forfait infligé car l'équipe décrétée perdante ne s'est pas déplacée ou ne s'est pas présentée.

### Classement final
| Rang | Équipe                 | Pts | J  | G  | N | P  | Bp | Bc | Diff |
| ---- | ---------------------- | --- | -- | -- | - | -- | -- | -- | ---- |
| 1    | RACING CB              | 35  | 18 | 17 | 1 | 0  | 73 | 12 | +61  |
| 2    | Union Saint-Gilloise T | 30  | 18 | 15 | 0 | 3  | 68 | 17 | +51  |
| 3    | FC Brugeois            | 26  | 18 | 12 | 2 | 4  | 58 | 26 | +32  |
| 4    | Beerschot AC           | 19  | 18 | 9  | 1 | 8  | 41 | 45 | -4   |
| 5    | Daring CB              | 18  | 18 | 9  | 0 | 9  | 58 | 36 | +22  |
| 6    | Antwerp FC             | 18  | 18 | 8  | 2 | 8  | 30 | 42 | -12  |
| 7    | FC Liégeois            | 9   | 18 | 3  | 3 | 12 | 25 | 57 | -32  |
| 8    | SC Courtraisien        | 9   | 18 | 3  | 3 | 12 | 29 | 69 | -40  |
| 9    | Léopold CB             | 8   | 18 | 2  | 4 | 12 | 26 | 70 | -44  |
| 10   | CS Brugeois            | 6   | 18 | 2  | 2 | 14 | 23 | 57 | -34  |

Légende
- Champion de Belgique 1908
- Club relégué pour la saison suivante

Abréviations
T : Tenant du titre 1907

 : nouveau venu depuis la saison précédente

### Meilleur buteur
Maurice Vertongen (Racing CB) avec au moins 23 buts. Il est le troisième joueur belge et le sixième dans l'absolue à remporter cette distinction deux saisons consécutives.

## «Division 2»
Comme lors des saisons précédentes, une compétition est organisée pour les équipes réserves et quelques clubs débutants, sous l'appellation « Division 2 ». Elle oppose cette année 30 équipes, réparties en quatre groupes géographiques. Les deux premiers de chaque groupe se rencontrent ensuite dans une poule finale, qui porte le nom de « Division 1 ». 

### Groupe Anvers
Pour la première fois, les deux clubs malinois, le Racing et le Football Club, sont engagés dans la compétition. En compagnie des équipes réserves de l'Antwerp FC et du Beerschot, on retrouve deux autres équipes anversoises, l'Antwerp Football Alliance, présent depuis plusieurs saisons maintenant et l'AS Anvers-Borgerhout, qui participe pour la première fois.
Les réserves se montrent de loin les équipes les plus faibles et sont nettement distancées. Deux clubs terminent en tête avec une avance confortable, l'Antwerp Football Alliance et le Racing de Malines. Ils sont tous deux qualifiés pour la « Division 1 ».

#### Classement final
| Rang | Équipe                    | Pts | J  | G | N | P | Bp | Bc | Diff |
| ---- | ------------------------- | --- | -- | - | - | - | -- | -- | ---- |
| 1    | Antwerp Football Alliance | 17  | 10 | 8 | 1 | 1 | 39 | 16 | +23  |
| 2    | RC Malines                | 16  | 10 | 8 | 0 | 2 | 40 | 19 | +21  |
| 3    | FC Malinois               | 11  | 10 | 5 | 1 | 4 | 26 | 15 | +11  |
| 4    | AS Anvers-Borgerhout      | 10  | 10 | 5 | 0 | 5 | 32 | 21 | +11  |
| 5    | Rés. Beerschot AC         | 4   | 10 | 2 | 0 | 8 | 10 | 43 | -33  |
| 6    | Rés. Antwerp FC           | 2   | 10 | 1 | 0 | 9 | 6  | 39 | -33  |

### Groupe Brabant
En plus des équipes réserves des quatre clubs de Division d'Honneur, plusieurs clubs habitués participent à la compétition comme l'Excelsior SC, l'Atheneum VV Stockel, l'Olympia CB ou le Stade Louvaniste. C'est également la première apparition à ce niveau d'Uccle Sport.

#### Classement final
| Rang | Équipe              | Pts | J  | G  | N | P  | Bp  | Bc | Diff |
| ---- | ------------------- | --- | -- | -- | - | -- | --- | -- | ---- |
| 1    | Excelsior SC        | 32  | 18 | 15 | 2 | 1  | 101 | 19 | +82  |
| 2    | Rés. Daring CB      | 30  | 18 | 13 | 4 | 1  | 81  | 24 | +57  |
| 3    | Atheneum VV Stockel | 30  | 18 | 14 | 2 | 2  | 66  | 21 | +45  |
| 4    | Rés. Racing CB      | 15  | 18 | 5  | 5 | 8  | 44  | 44 | 0    |
| 5    | Rés. Union SG       | 15  | 18 | 4  | 7 | 7  | 30  | 48 | -18  |
| 6    | Uccle Sport         | 15  | 18 | 7  | 1 | 10 | 34  | 60 | -26  |
| 7    | Olympia CB          | 14  | 18 | 6  | 2 | 10 | 37  | 49 | -12  |
| 8    | Scaring FC Ensival  | 12  | 18 | 5  | 2 | 11 | 31  | 66 | -35  |
| 9    | Rés. Léopold CB     | 11  | 18 | 5  | 1 | 12 | 30  | 68 | -38  |
| 10   | Stade Louvaniste    | 6   | 18 | 2  | 2 | 14 | 20  | 75 | -55  |

### Groupe Flandres
Cette saison les deux équipes brugeoises alignent leur réserve dans la compétition. Elles y sont opposées aux deux clubs gantois du RC de Gand et de l'AA La Gantoise, présents depuis plusieurs saisons. Cette saison, un troisième club de la ville fait ses débuts en « Division 2 », le FC Eendracht Gent. Le FC Mouscron est de nouveau engagé dans la compétition, tout comme le SC Méninois, présent l'année passée qui n'avait disputé aucune rencontre.
Le groupe est dominé par les équipes gantoises qui empochent les deux places qualificatives.

#### Classement final
| Rang | Équipe            | Pts | J  | G  | N | P | Bp | Bc | Diff |
| ---- | ----------------- | --- | -- | -- | - | - | -- | -- | ---- |
| 1    | AA La Gantoise    | 22  | 12 | 10 | 2 | 0 | 66 | 13 | +53  |
| 2    | RC de Gand        | 16  | 12 | 7  | 2 | 3 | 39 | 27 | +12  |
| 3    | Rés. FC Brugeois  | 13  | 12 | 6  | 1 | 5 | 30 | 34 | -4   |
| 4    | FC Eendracht Gent | 10  | 12 | 5  | 0 | 7 | 27 | 32 | -5   |
| 5    | Rés. CS Brugeois  | 10  | 12 | 4  | 2 | 6 | 28 | 35 | -7   |
| 6    | SC Méninois       | 7   | 12 | 3  | 1 | 8 | 21 | 50 | -29  |
| 7    | FC Mouscron       | 6   | 12 | 3  | 0 | 9 | 21 | 46 | -25  |

### Groupe Namur
Un seul club est engagé dans la compétition, le Namur FC. Normalement qualifié d'office, il déclare finalement forfait.

### Groupe Liège
Le CS Verviétois, relégué de Division d'Honneur en fin de saison dernière, joue la tête et rivalise avec le Standard FC Liégeois. Les deux équipes occupent les deux places qualificatives en fin de saison, devant le SC Theux. On retrouve dans ce groupe la réserve du FC Liégeois et deux clubs déjà présents un an plus tôt, le FC Bressoux et le Skill FC Val St-Lambert. Enfin, on note la première participation du Tilleur FC à la « Division 2 ».

#### Classement final
| Rang | Équipe                  | Pts | J  | G  | N | P  | Bp | Bc | Diff |
| ---- | ----------------------- | --- | -- | -- | - | -- | -- | -- | ---- |
| 1    | Standard FC Liégeois    | 21  | 12 | 10 | 1 | 1  | 54 | 17 | +37  |
| 2    | CS Verviétois           | 20  | 12 | 9  | 2 | 1  | 55 | 7  | +48  |
| 3    | SC Theux                | 17  | 12 | 7  | 3 | 2  | 43 | 22 | +21  |
| 4    | FC Bressoux             | 11  | 12 | 4  | 3 | 5  | 31 | 35 | -4   |
| 5    | Tilleur FC              | 9   | 12 | 4  | 1 | 7  | 21 | 52 | -31  |
| 6    | Rés. FC Liégeois        | 4   | 12 | 2  | 0 | 10 | 11 | 50 | -39  |
| 7    | Skill FC Val St-Lambert | 2   | 12 | 1  | 0 | 11 | 14 | 46 | -32  |

## «Division 1»
Les huit clubs qualifiés disputent le tour final dont les deux premiers sont promus en Division d'Honneur. Contrairement aux saisons précédentes, ce tournoi se dispute en une seule manche et plus en matches aller/retour, le plus grand nombre d'équipes engagées ayant allongé la compétition. Une rencontre de fin de saison n'est pas jouée entre l'AA La Gantoise et le CS Verviétois, son résultat n'ayant aucune influence sur la classement final.
Deux équipes se détachent et terminent à égalité de points, l'Excelsior SC et le Racing de Gand. Bien qu'ils soient tous les deux promus d'office, un test-match est organisé sur terrain neutre pour les départager et désigner le club champion de « Division 1 ».

### Classement final
| Rang | Équipe                    | Pts | J | G | N | P | Bp | Bc | Diff |
| ---- | ------------------------- | --- | - | - | - | - | -- | -- | ---- |
| 1    | Excelsior SC              | 12  | 7 | 6 | 0 | 1 | 25 | 4  | +21  |
| 2    | RC de Gand                | 12  | 7 | 6 | 0 | 1 | 25 | 10 | +15  |
| 3    | Standard FC Liégeois      | 8   | 7 | 4 | 0 | 3 | 19 | 9  | +10  |
| 4    | AA La Gantoise            | 6   | 6 | 3 | 0 | 3 | 21 | 11 | +10  |
| 5    | Rés. Daring CB            | 6   | 7 | 3 | 0 | 4 | 13 | 23 | -10  |
| 6    | RC Malines                | 6   | 7 | 3 | 0 | 4 | 12 | 21 | -9   |
| 7    | CS Verviétois             | 2   | 6 | 1 | 0 | 5 | 6  | 21 | -15  |
| 8    | Antwerp Football Alliance | 2   | 7 | 1 | 0 | 6 | 10 | 32 | -22  |

### Test-match pour désigner le club champion
Le test-match est joué sur le terrain de l'Union Saint-Gilloise.
| Match                       | Résultat |
| --------------------------- | -------- |
| Racing de Gand-Excelsior SC | 4-3      |
| Racing de Gand champion     |          |

## Récapitulatif de la saison
- Champion : Racing Club de Bruxelles (6e titre)
- Première équipe à remporter six titres
- Dixième titre pour la province de Brabant

| Région flamande (5)             | Région flamande (5) | Province de Brabant (4)      | Province de Brabant (4) | Région wallonne (1)    | Région wallonne (1) |
| ------------------------------- | ------------------- | ---------------------------- | ----------------------- | ---------------------- | ------------------- |
| Province d'Anvers               | 2                   | Région de Bruxelles-Capitale | 4                       | Province de Hainaut    | 0                   |
| Province de Flandre-Occidentale | 3                   | Province du Brabant flamand  | 0                       | Province de Liège      | 1                   |
| Province de Flandre-Orientale   | 0                   | Province du Brabant wallon   | 0                       | Province de Luxembourg | 0                   |
| Province de Limbourg            | 0                   |                              |                         | Province de Namur      | 0                   |

1. ↑  Au niveau footballistique, la province de Brabant est toujours unitaire malgré sa partition territoriale en 1995.

### Admission et relégation
En vue d'augmenter le nombre de participants de 10 à 12 clubs, l'Union Belge décide de ne reléguer aucun club en fin de saison. Deux clubs sont promus de « Division 1 » pour la saison prochaine, le Racing de Gand et l'Excelsior SC de Bruxelles.

### Bilan de la saison
| Championnat de Belgique de football 1907-1908 |                                     |
| Champion                                      | Racing Club de Bruxelles (6e titre) |
| Dauphin                                       | Union Saint-Gilloise                |
| Promotions et relégations                     |                                     |
| Promus en Division d'Honneur                  | Racing de Gand                      |
| Promus en Division d'Honneur                  | Excelsior SC de Bruxelles           |
| Relégués                                      | aucun                               |